# Tagebau Hambach
Der Tagebau Hambach ist der größte von der RWE Power AG betriebene Tagebau im Rheinischen Braunkohlerevier und die größte Braunkohlegrube Europas. Er betrifft die Gemeinden Niederzier, Kreis Düren, und Elsdorf, Rhein-Erft-Kreis. Der Tagebau Hambach ist aufgrund der mit ihm einhergehenden Abgase der Kohleverbrennung und weiterer Umweltzerstörung, unter anderem der Rodung des Hambacher Forsts, umstritten. Über 1000 Jahre alte Ortschaften wie Manheim mussten ihm weichen.

## Daten
Der damals noch unter dem Namen Rheinbraun firmierende Tagebaubetreiber leitete 1974 das Genehmigungsverfahren für den Tagebau ein und konnte 1978 mit dem Aufschluss beginnen. Der erste Bagger begann seine Arbeit am 16. Oktober 1978. Damit ging die Umsiedlung von Ortschaften einher und das größte Waldgebiet in der Jülicher Börde, der Bürgewald – bekannter als Hambacher Forst –, wurde weitgehend gerodet. Am 17. Januar 1984 wurde die erste Braunkohle gefördert.
Hambach ist mit einer Betriebsfläche von 4.380 Hektar (2017) bei einer genehmigten Maximalgröße des Abbaufeldes von 8.500 Hektar die größte Braunkohlegrube in Europa. Dies entspricht ca. 0,13 % bzw. 0,25 % der Fläche Nordrhein-Westfalens. Laut RWE lagerten im Geschäftsjahr 1973/74 geschätzte 4.500 Mio. Tonnen Braunkohle in einer Tiefe bis zu 500 Metern. Gegen 2011 standen noch geschätzte 1.772 Mio. Tonnen Braunkohle zum Abbau zur Verfügung und es wurden auf dieser Fläche jährlich etwa 40 Mio. Tonnen Braunkohle gefördert. Die Braunkohle entstand aus weitflächigen Wäldern und Mooren, die sich in der Niederrheinischen Bucht vor 30 bis vor 5 Mio. Jahren entwickelten. Die Geologie der Niederrheinischen Bucht ist gekennzeichnet durch langanhaltende Senkungsbewegungen in den letzten 30 Mio. Jahren. Diese haben zur Ablagerung eines bis zu 1300 m mächtigen Sedimentpaketes durch die Nordsee und durch viele Flüsse geführt. Heute befinden sich dort bis zu 100 m mächtige Braunkohleflöze.
Mit 299 m unter NHN (411 m unter der Abbruchkante) bildet der tiefste Punkt des Tagebaus Hambach die tiefste künstliche Senke NRWs.
Der Tagebau fördert jährlich eine Abraummenge von 250 bis 300 Mio. m³. Zum Vergleich: beim Culebra Cut, welcher beim Bau des Panamakanals als schier übermenschliche Ingenieursleistung galt, wurden in neun Jahren von den amerikanischen Ingenieuren und ihren örtlichen Mitarbeitern 76 Millionen Kubikmeter Erdreich ausgegraben (100 Millionen Kubikyard). Das Verhältnis von Abraum zu Kohle beträgt 6,2 : 1. Die geförderte Braunkohle wird über die Hambachbahn nach Bergheim-Auenheim und von dort aus weiter über die Nord-Süd-Bahn zu den Kraftwerken Niederaußem, in die Kraftwerke Neurath und Frimmersdorf in Grevenbroich sowie nach Goldenberg bei Hürth-Knapsack transportiert. Der Abraum wurde bis zum 16. April 2009 zum Teil per Band zum Tagebau Bergheim befördert, der bereits ausgekohlt ist und deshalb verkippt und rekultiviert wurde. Weithin sichtbares Markenzeichen des Tagebaus ist die Hochkippe Sophienhöhe im Nordwesten des Tagebaus, sie gilt als größter künstlich angelegter Berg, der die ebene Bördenlandschaft um 200 Meter überragt.
Seit Oktober 2014 leitet der Bergbauingenieur Thomas Körber den Tagebau.
Seit 2013 wird die Tagebaufläche südöstlich erweitert. Dazu werden die Ortschaften Morschenich und Manheim umgesiedelt. Die Autobahn A 4 und die Hambachbahn, über die der Transport der Braunkohle zu den Kraftwerken geschieht, wurden um rund drei Kilometer nach Süden parallel zur Eisenbahnstrecke Köln–Aachen verlegt. Außerdem wurde ein kleines Stück der Bundesstraße 477 Richtung Osten verlegt.

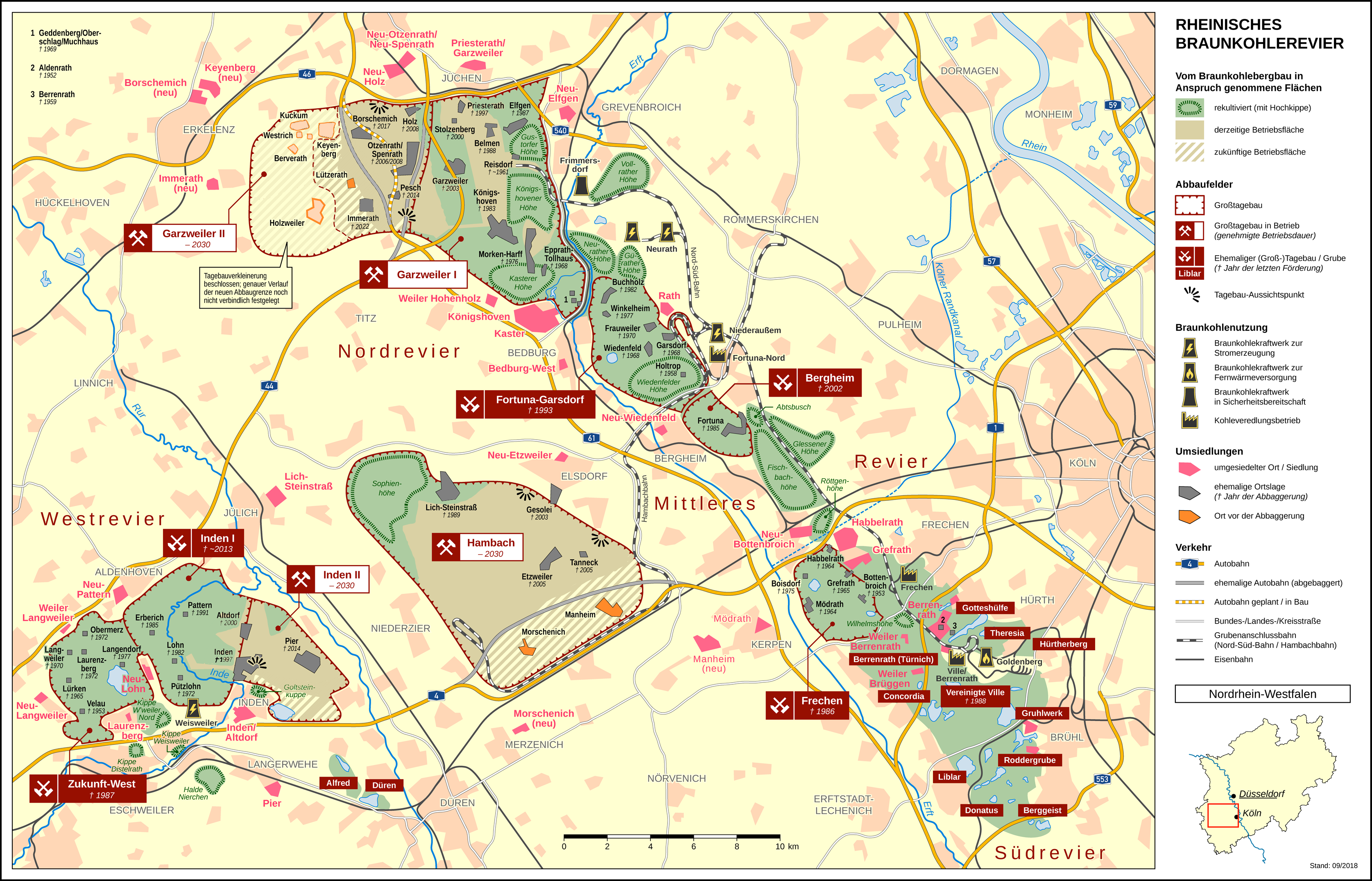
Rheinisches Braunkohlerevier (Stand von September 2018)

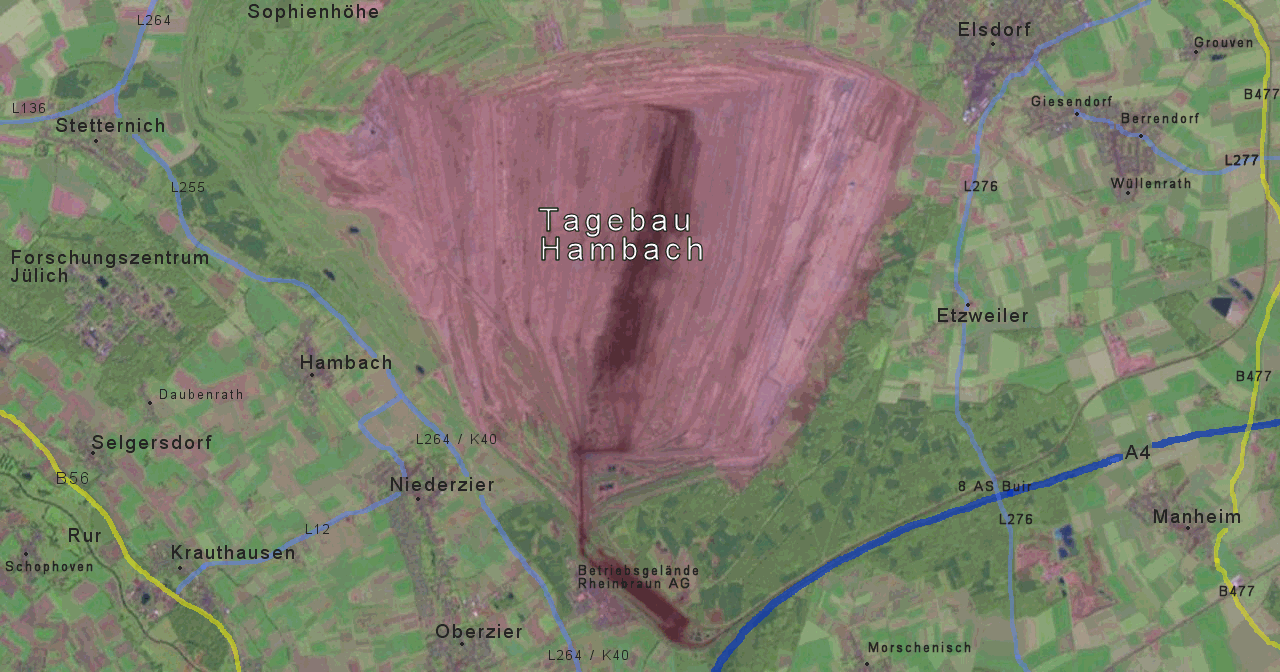
Der Tagebau Hambach auf einer Satellitenaufnahme (Stand von vor 2005, Falschfarbendarstellung)

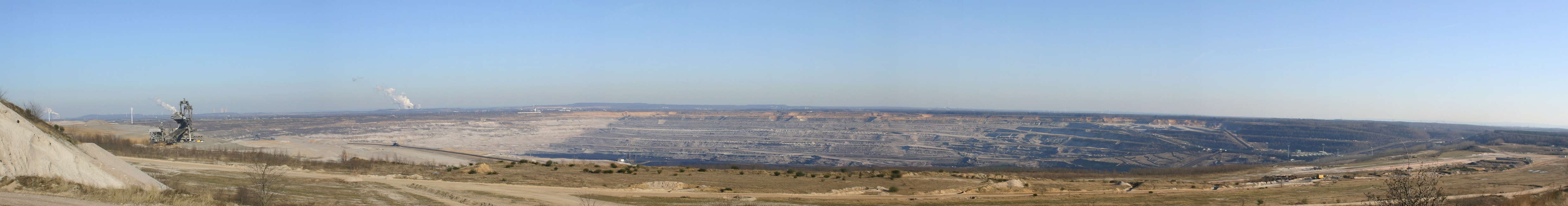
Panorama des Tagebaus von der benachbarten Sophienhöhe gesehen (W-E)

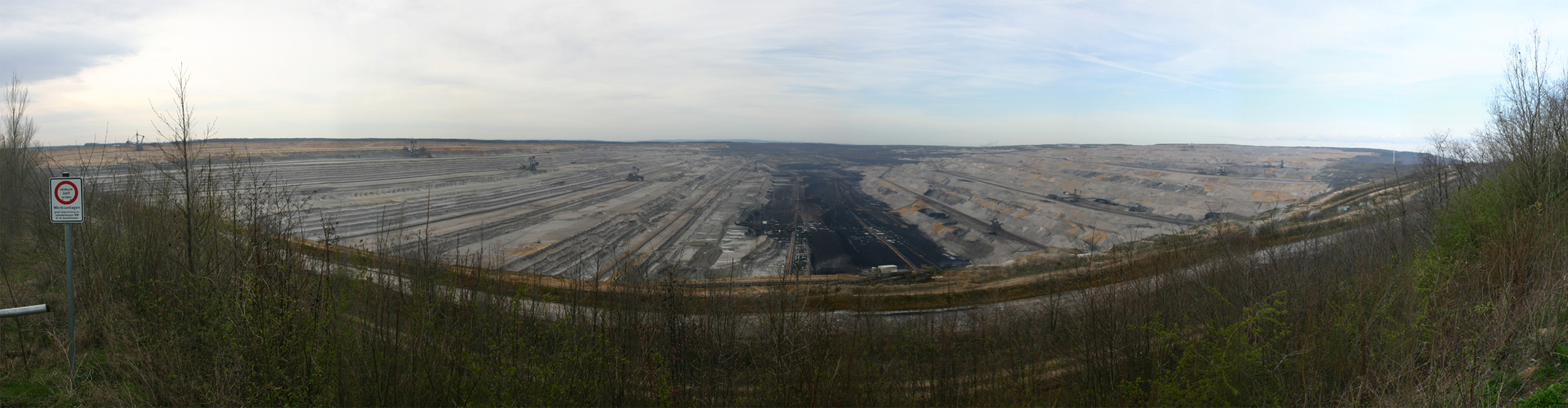
Panorama des Tagebaus vom Aussichtspunkt bei Elsdorf-Angelsdorf gesehen (N-S)

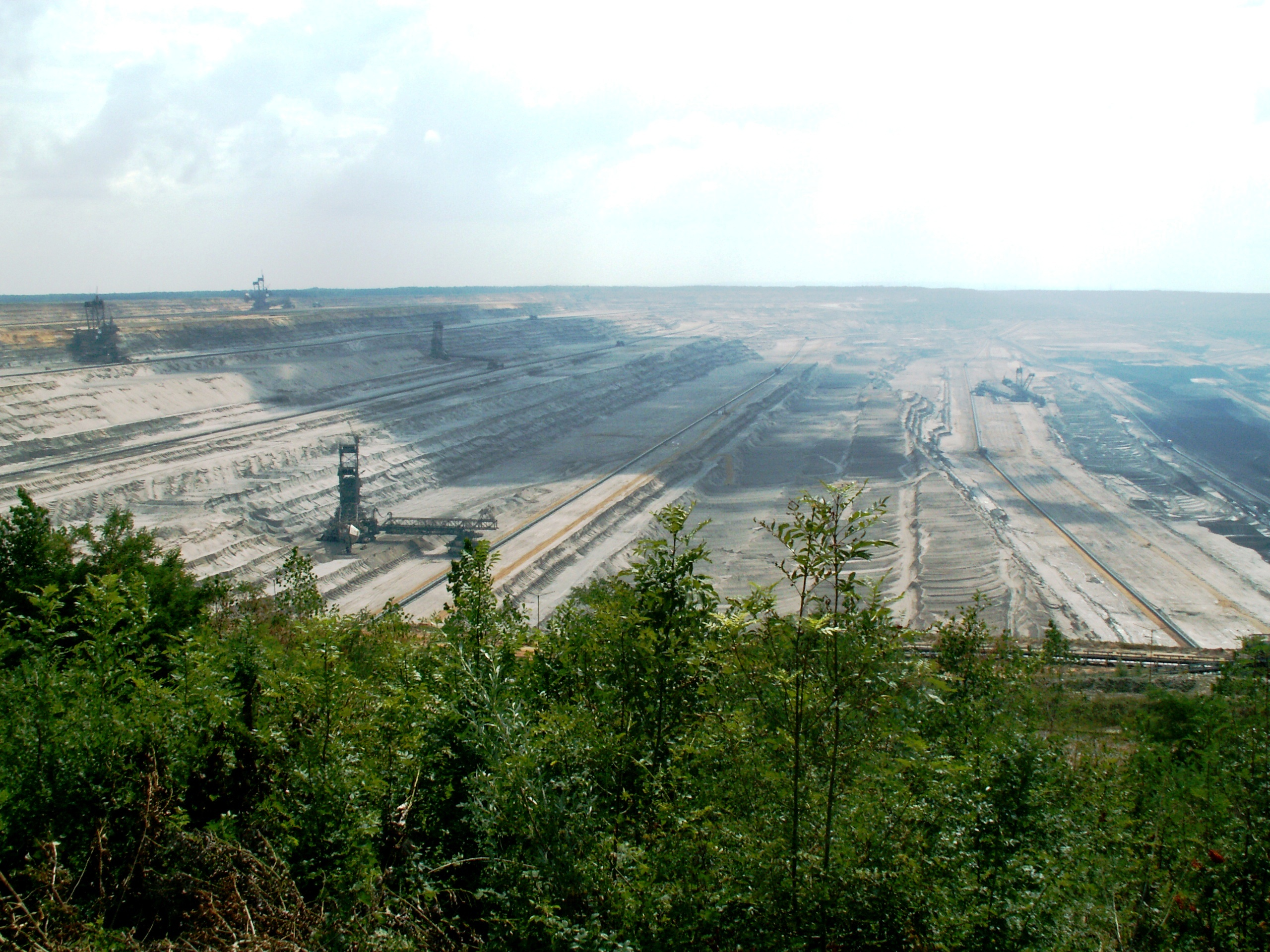
Der Tagebau vom Aussichtspunkt bei Elsdorf-Angelsdorf gesehen

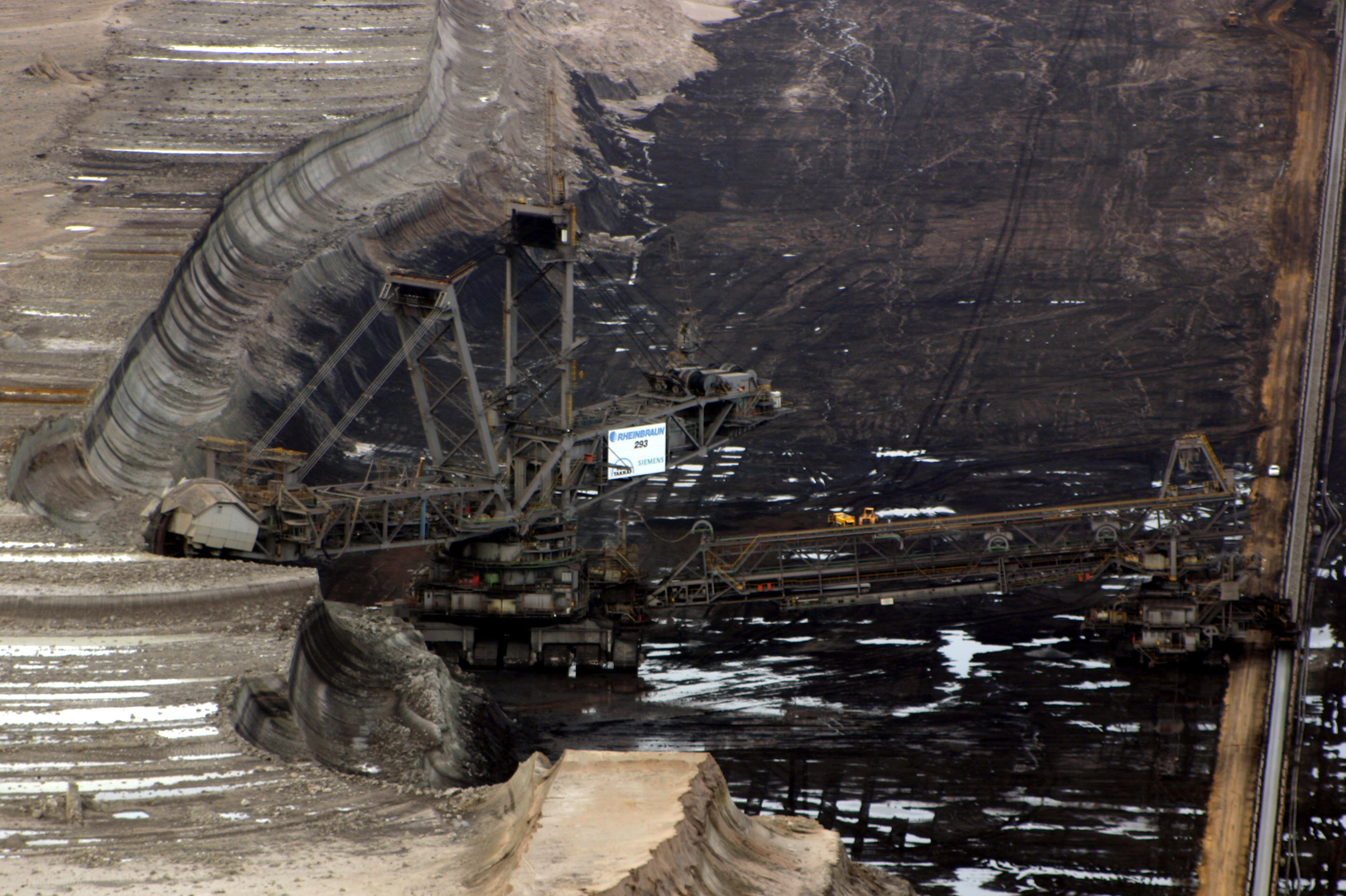
Schaufelradbagger 293 beim Abbau von Braunkohle

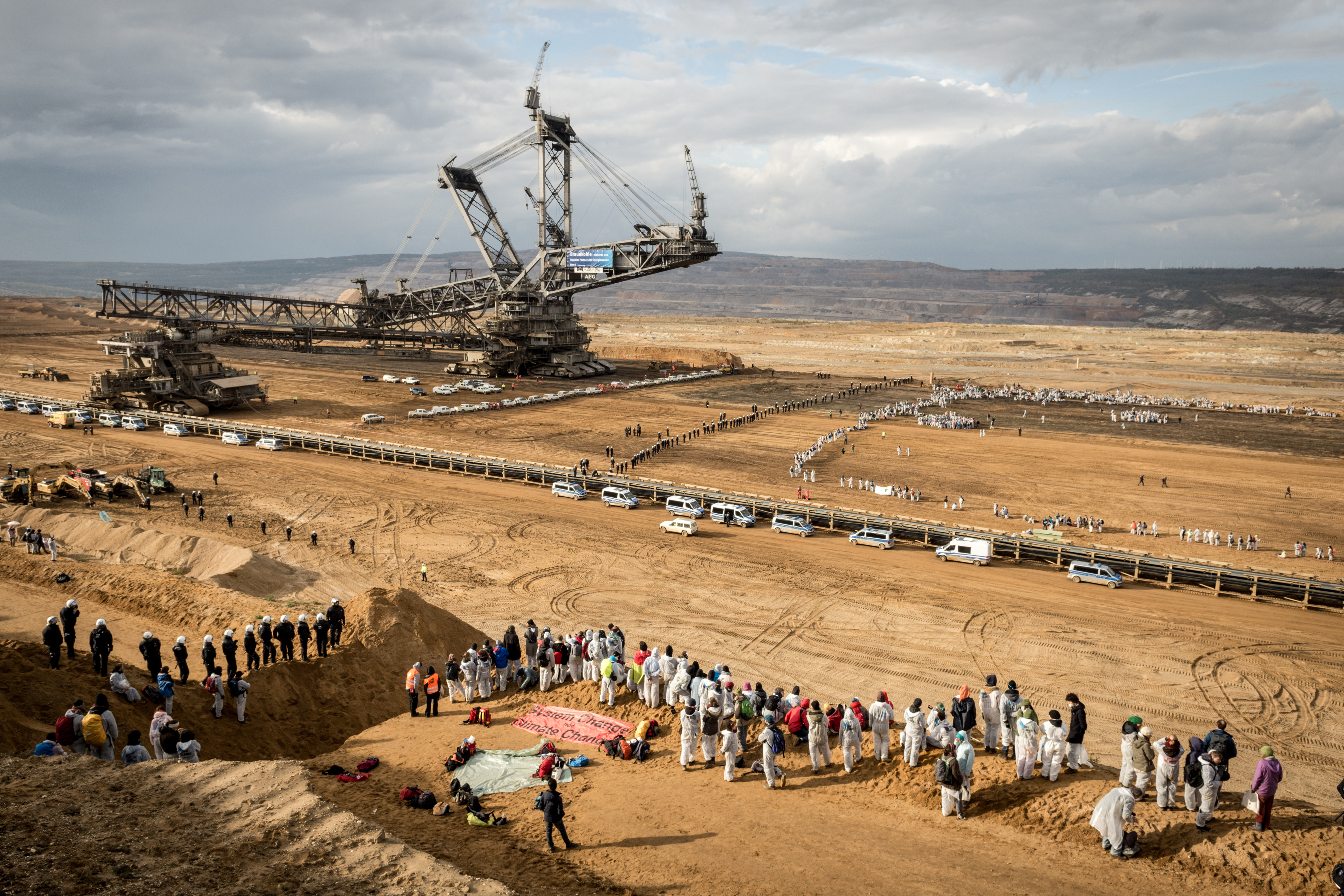
Aktivisten von Ende Gelände innerhalb des Geländes der RWE Power AG (hinten) im November 2017

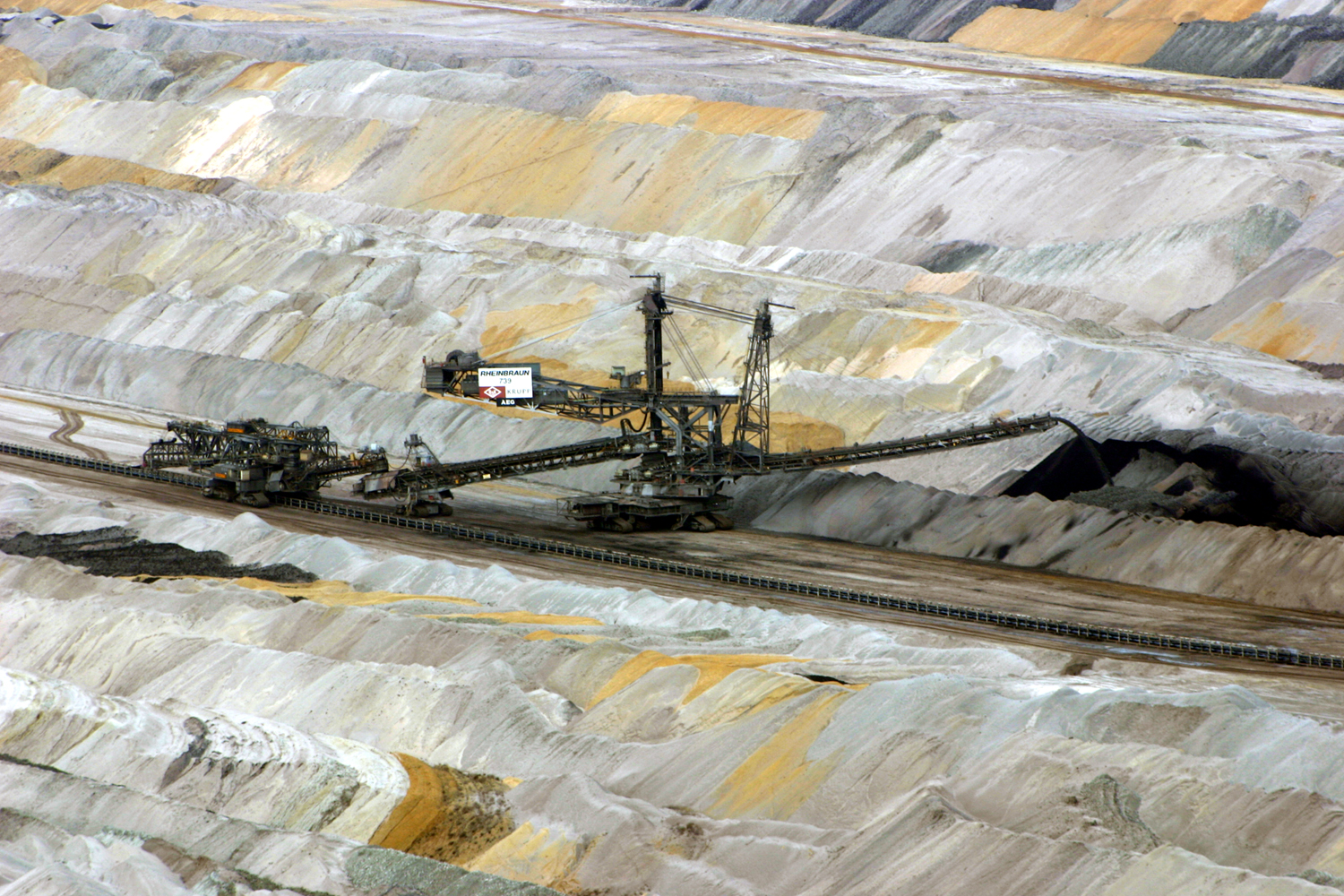
Absetzer im Tagebau

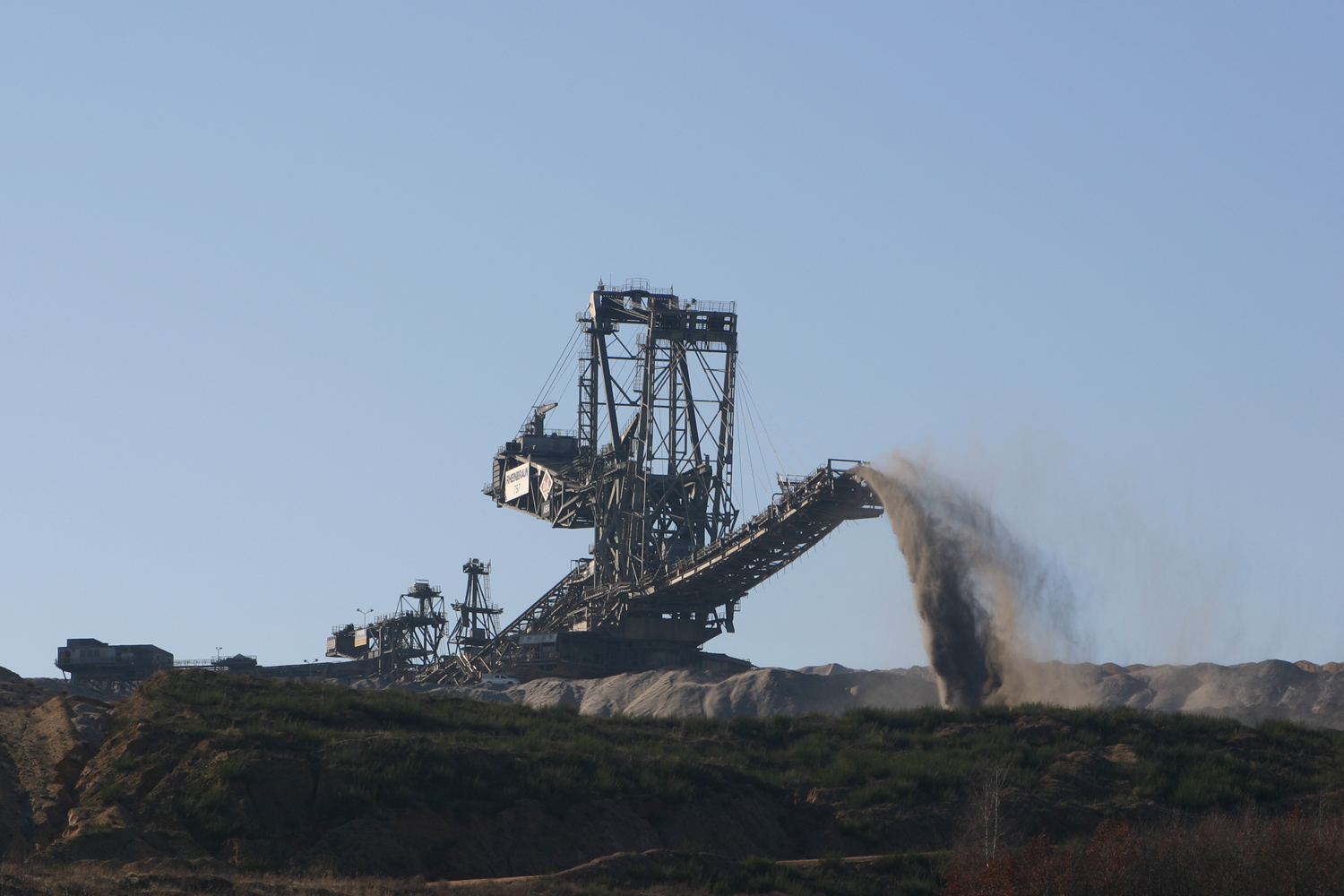
Absetzer auf der Sophienhöhe

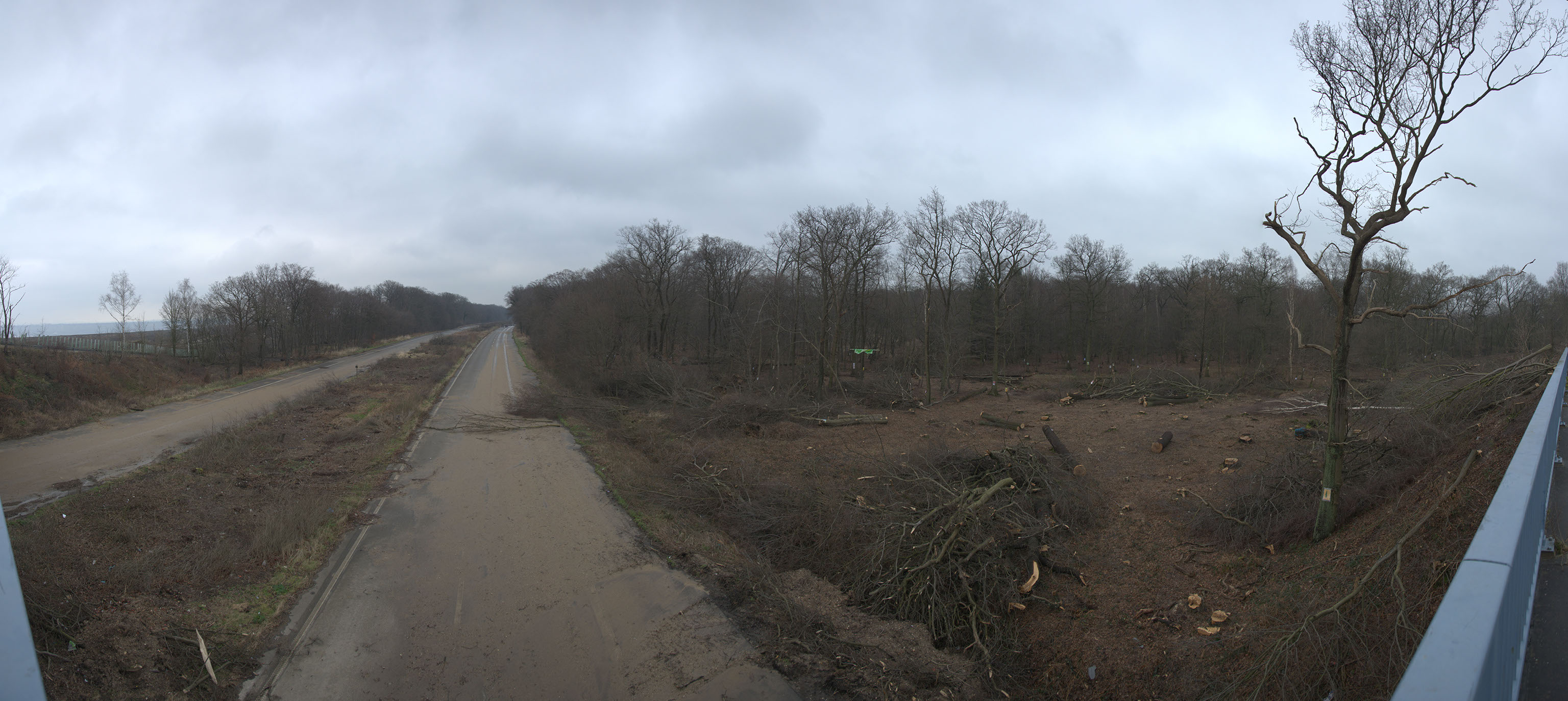
Alte BAB 4 von der Brücke Etzweiler Weg gesehen

Im August 2020 wurde bekanntgegeben, dass an der Abbruchkante ein Brunnen aus dem 2. Jahrhundert ausgegraben werden konnte, dieser gehörte zu einer Villa Rustica, deren Reste bereits in den 1980er Jahren ergraben wurden.

## Umsiedlung von Ortschaften

### Umgesiedelte Ortschaften
- Lich-Steinstraß
- Etzweiler
- Tanneck
- Gesolei, ehemalige Siedlung im Süden von Elsdorf

### Ortschaften in der Umsiedlungsphase
- Morschenich
- Manheim

## Klimaschädigende Emissionen
Die CO2-Emissionen aus der Verbrennung der 2019 noch verbliebenen Braunkohle würden rechnerisch für eine Erhöhung des natürlichen CO2-Gehalts der Atmosphäre um ca. 0,7 Promille weltweit ausreichen, oder zusammengezogen eine CO2-Verdoppelung auf der Gesamtfläche Deutschlands bewirken, gerechnet mit 4 kg CO2 je m2 und einer Tonne CO2-Emissionen je Tonne Braunkohle. Das entspricht einer Gesamtmenge von 2,4 % des CO2-Budgets (9,9 Mrd. t CO2), welches sich Deutschland bis 2050 gesteckt hat.

## Feinstaub
Der Tagebau Hambach ist an Feinstaub-Emissionen in seinem näheren Umfeld beteiligt. Der Anteil des vom Tagebau herrührenden Feinstaubs wird vom Landesamt für Natur, Umwelt und Verbraucherschutz Nordrhein-Westfalen (LANUV NRW) mit 25 % angegeben.
Für das Jahr 2004 wird vom LANUV NRW für Überschreitungen des Feinstaub-Grenzwertes von 50 µg/m³ kein vollständiges Messjahr aufgelistet, der erlaubte Jahresmittelwert von 40 µg/m³ wird jedoch mit 30 µg/m³, der an der Messstation Niederzier festgestellt wird, deutlich unterschritten.

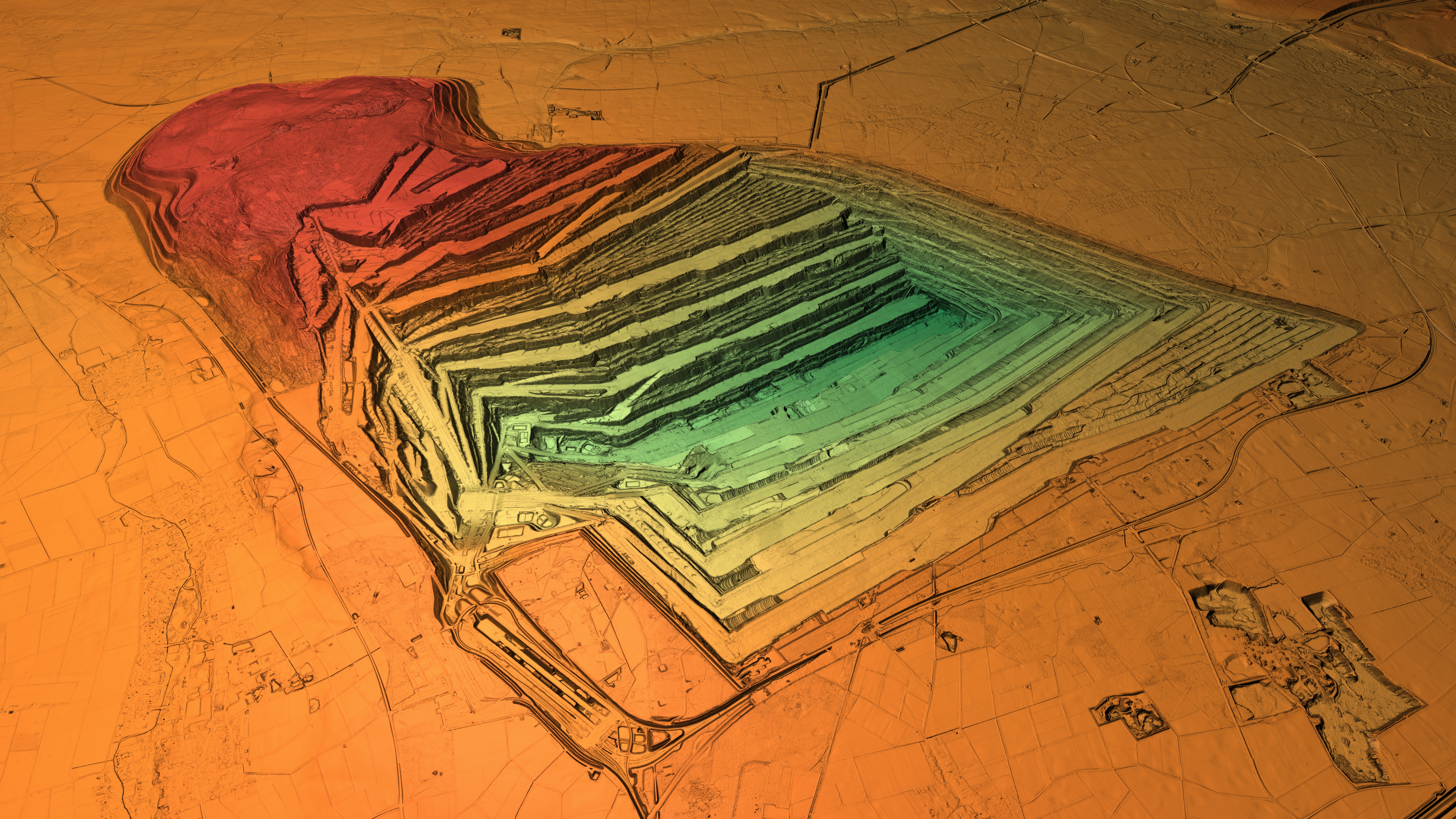
Der Tagebau Hambach und die Sophienhöhe im digitalen Geländemodell.

Seit Anfang 2005 gelten EU-weit neue Grenzwerte für Feinstaub-Emissionen. Unter Federführung der Bezirksregierung Köln wurde ein Aktionsplan zur Feinstaubminderung in der Umgebung des Tagebaus Hambach erarbeitet, der am 29. September 2005 in Kraft trat. Der Tagebaubetreiber hatte vorlaufend mit der Umsetzung von Maßnahmen zur Feinstaub-Reduzierung begonnen. Im Jahr 2006 wurden in Niederzier 35 Überschreitungen des Grenzwertes verzeichnet, was genau den erlaubten Überschreitungstagen entsprach. Der Jahresmittelwert sank für diesen Zeitraum auf 29 µg/m³.
Nach der EU-Richtlinie 1999/30/EG sind ab dem 1. Januar 2005 maximal 35 Überschreitungen des PM10-Tagesmittelwertes von 50 µg/m³ pro Jahr zulässig. Seit dem 1. Januar 2010 darf der einzuhaltende Tagesmittelwert für PM10 weiterhin 50 µg/m³ betragen. Seit dem Jahr 2010 sollte der Jahresmittelwert für PM10 nur noch 20 µg/m³ betragen. Dies ist durch die Richtlinie 2008/50/EG vom 21. Mai 2008 (Anhang XI) wieder entschärft worden, so dass ab 2010 weiter der Jahresmittelwert für PM10 40 µg/m³ gilt.
Folgende Maßnahmen zur Bekämpfung von Feinstaub werden laut RWE im Tagebau umgesetzt:
1. Anpflanzen von Bäumen auf der Abraumseite
2. Grasbewuchs auf brachliegenden Flächen
3. Straßen werden befestigt und Bandanlagen auf festen Untergrund gestellt, was Staub vermindert
4. Berieseln der oberen Sohle auf der Baggerseite
5. Berieseln der Nordwand
6. Berieseln von Kohlebunker und Kohlebändern
7. beim Baggern wird Wasser auf den Abraum gesprüht.

## Mögliche Folgenutzung

### Tagebausee
In Betrieb genommen wurde der Tagebau 1978. Jährlich werden etwa 0,3 Kubikkilometer bewegt, sodass gegen Ende der Auskohlung im Jahr 2040 Kohle und Erdreich mit einem Volumen von etwa 18,6 km³ abgebaut sein werden. Bis April 2009 wurde der Abraum, der bis dahin in Hambach anfiel, zum Teil durch Bandanlagen in den ausgekohlten Tagebau Bergheim geschafft, um diesen wieder zu füllen. Nun wird ausschließlich am westlichen Rand des Tagebaus und auf der Sophienhöhe verkippt. Durch die Anhäufung von rund 1 km³ Material an der Sophienhöhe und die entnommene Kohle entsteht ein Restloch, das nach Abschluss der Abbautätigkeiten mit Wasser volllaufen wird.
Im Wasserwirtschaftsjahr 2017/2018 wurden 321 Millionen Kubikmeter Wasser aus dem Tagebau gesümpft, dies entspricht knapp einem Elftel des Volumens des künftigen Sees.
Als Bergbaufolgelandschaft ist ein Tagebausee mit einer Fläche von 4200 ha, einer Tiefe bis 411 m und einem Volumen von 3,6 Mrd. m³ geplant. Größe und Volumen hängen davon ab, ob der westlich gelegene Tagebau Inden nach seiner Auskohlung ebenso wie der Tagebau Bergheim durch Material aus dem Tagebau Hambach verfüllt oder offen gelassen wird. Der See Hambach wäre dann der tiefste und (nach Volumen) nach dem Bodensee der zweitgrößte See Deutschlands. Der See soll mit der sogenannten Rheinwassertransportleitung, einer 45 km langen Pipeline und 18 Pumpen mit Rheinwasser gefüllt werden. Die Füllung des Tagebaus soll einige Jahrzehnte in Anspruch nehmen. Mit einer Fertigstellung dieses künstlichen Gewässers wird bis 2070 gerechnet. Eine erste Nutzbarkeit als Freizeitgewässer wird für 2040 anvisiert.

### Schwimmender Solarpark
Am 6. Mai 2020 stellte Meyer Burger, ein Hersteller von Solarzellen und Solarmodulen, seine Idee für einen Solarpark vor. Gemäß Meyer Burger CEO ist es denkbar, den durch das Ende der Sümpfung und ggfs. zusätzliche Maßnahmen entstehenden Hambacher See mit Solarmodulen zu bedecken. Bis zu 50 Millionen Solarmodule mit einer Gesamtleistung von 10 Gigawatt könnten installiert werden – als schwimmender Solarpark, wie er in anderen Teilen der Welt bereits realisiert wurde. Gemäß Uwe Rau ist ein wesentlicher Vorteil des Braunkohletagebau Hambach, dass Stromübertragungsleitungen aufgrund der Kraftwerke bereits vorhanden seien und genutzt werden könnten.
Gemäß RWE Power AG ist ein Photovoltaik-Projekt für die Sophienhöhe vorstellbar.
Unterstützend äußerte sich auch der ehemalige Minister für Wirtschaft, Innovation, Digitalisierung und Energie von Nordrhein-Westfalen, Andreas Pinkwart.

### Speicher für elektrische Energie
Neben der vollständigen Flutung des Tagebaurestloches besteht auch die Möglichkeit, ein Pumpspeicherkraftwerk zu errichten. Ein Patent von 1995 führt aus, dass ein solches Pumpspeicherwerk im Tagebau Hambach realisierbar wäre und ein Vielfaches der aktuell in Deutschland verfügbaren Pumpspeicherkapazität zur Verfügung stellen könnte. Durch die zunehmende Nutzung erneuerbarer Energien gewann diese Option Aufmerksamkeit und wurde vom Bergamt mit Interesse verfolgt.
Die RWE Power AG kam im Mai 2020 zu dem Schluss, dass ein Pumpspeicherwerk zumindest für die Sophienhöhe keine Lösung sei, da dort die Anlage eines Obersees nicht möglich sei. Hingegen seien Photovoltaik-Projekte vorstellbar.
Abhängig von der Größe der realisierten Anlagen wären dort gemäß Konzept Speicherkapazitäten von einigen 100 bis einigen 1000 GWh möglich, die Speicherkosten sollten bei 1 bis 2 ct/kWh liegen.

## Kritik und Protest

### Aktivismus

#### 2004 bis 2013
An Pfingsten 2004 demonstrierten Greenpeace-Aktivisten im Tagebau Hambach gegen die Klimaschädigung durch die Braunkohleverstromung. Sie überflogen den Tagebau mit einem Heißluftballon, hielten mehrere Tage einen Bagger besetzt und strichen diesen zum Teil rosa an. Am 13. Mai 2009 scheiterte die gemeinsame Klage der lokalen Aktionsgemeinschaft der Bürgerinitiativen gegen die Verlegung der A 4 und des BUND vor dem Bundesverwaltungsgericht. Die Kläger versuchten, die zur geplanten Erweiterung des Tagebaus notwendige Verlegung der A 4 zu stoppen, und begründeten dies u. a. mit befürchteten Lärmbelastungen sowie der möglichen Bedrohung der unter Naturschutz stehenden Bechsteinfledermaus und anderer Arten. 2009 wurde mit dem Bau des neuen Autobahnteilstücks begonnen, im September 2014 wurde es dem Verkehr übergeben.
Seit 2008 werden vermehrt Beschwerden wegen möglicher Bergschäden im Bereich Elsdorf-Heppendorf laut; da die Beweislast bei den Beschwerdeführern liegt, ist der Nachweis gegenüber dem Bergbautreibenden schwierig. Der neugebildete Braunkohlenausschuss beschloss deshalb am 16. April 2010 die Einrichtung der Anrufungsstelle Bergschaden Braunkohle NRW für Betroffene von Bergschäden im rheinischen Braunkohlenrevier. Zum Vorsitzenden der Anrufungsstelle wurde der ehemalige Präsident des Oberlandesgerichts Hamm, Gero Debusmann, berufen. Er war bereits Vorsitzer der Schlichtungsstelle Bergschäden im Steinkohlenbergbau. Er kann angerufen werden, wenn Einigungsversuche mit RWE Power unbefriedigend geblieben sind. Das Verfahren ist für den Antragsteller kostenfrei.
Im November 2012 und März 2013 räumte die Polizei Zelt- und Hüttenlager von Tagebaugegnern im verbliebenen Hambacher Forst. 2012 musste ein Platzbesetzer aus einem sechs Meter tiefen Erdversteck geholt und im Folgejahr zwei Aktivisten von einer Baumplattform abgeseilt werden.
Später entstand ein neues Camp an einer anderen Stelle im Hambacher Forst.

#### 2016
Am 23. Oktober 2016 fand eine Demonstration im Hambacher Forst statt, um das letzte Stück des Waldes zu schützen. Es nahmen laut Polizeiangaben über 1000 Personen teil, die sich in Rot kleideten, um eine rote Linie auf der alten A4 bei Buir zu bilden. Sie wollten mit der Aktion ein Zeichen gegen die Abholzung des letzten Stückes des Hambacher Forstes setzen.

#### 2017
Am 5. November 2017, einen Tag vor Beginn des Weltklimagipfels in Bonn, besetzten rund 3.000 Aktivisten Teile des Tagebaus, um darauf aufmerksam zu machen, dass wenige Kilometer vom Konferenzort entfernt mit dem rheinischen Braunkohlerevier die ihren Angaben zufolge größte CO2-Quelle Europas liegt.

### Hambach-Gruppe
Die Hambach-Gruppe war eine 1977 gegründete Initiative von jungen Wissenschaftlern der RWTH Aachen, die sich kritisch mit Braunkohleabbau und dessen Folgen beschäftigte; beispielsweise dem Aufkauf und Abriss von Ortschaften durch den Tagebau und somit der Umsiedlung der dort ansässigen Bewohner. Von 1984 bis 1985 war der spätere Politiker Rüdiger Sagel Geschäftsführer dieser Bürgerinitiative in Aachen. Ihre Aktivitäten endeten vor 1990.

### Aktionsgemeinschaft der Bürgerinitiativen gegen die Verlegung der Autobahn A4
Die Aktionsgemeinschaft der Bürgerinitiativen gegen die Verlegung der Autobahn A4 war ein von 1992 bis 2013 aktiver Zusammenschluss von sechs örtlichen Bürgerinitiativen der Ortschaften Arnoldsweiler, Buir, Manheim, Merzenich und Bürgewald gegen den Tagebau Hambach und die Verlegung der Bundesautobahn 4. Der Aktionsgemeinschaft gelang es erstmals, die enormen und irreversiblen Umweltschäden des Tagebaus Hambach in groß angelegten Aktionen darzulegen und so den betroffenen Bürgern vor Augen zu führen, dass Widerstand möglich ist. Die Aktionsgemeinschaft hat viele Widerstandsformen – wie z. B. regelmäßige Waldspaziergänge – erfunden, um auf das Abbaggern des Hambacher Forstes aufmerksam zu machen.